# Список глав государств в 1556 году
Список глав государств в 1555 году — 1556 год — Список глав государств в 1557 году — Список глав государств по годам

## Азия
- Бруней — Саиф Риджал, султан (1530—1581)
- Бухарское ханство — 
  - Науруз Ахмед, хан (1552—1556)
  - Пирмухаммед, хан (1556—1561)
- Великих Моголов империя — 
  - Хумаюн, падишах (1530—1540, 1555—1556)
  - Акбар I Великий, падишах (1556—1605)
- Грузинское царство — 
  -  Гурийское княжество — Ростом Гуриели, князь (1534—1564)
  -  Имеретинское царство — Баграт III, царь (1510—1565)
  -  Кахетинское царство — Леван, царь (1518—1574)
  -  Картлийское царство — 
    - Луарсаб I, царь (1527—1556)
    - Симон I Великий, царь (1556—1569, 1578—1600)

  - Самцхе-Саатабаго — Кайхосро II, атабег (1545 — 1573)
- Дайвьет — 
  - Мак Фук Нгуен (Мак Туен-тонг), император (династия Мак, на севере) (1546—1561)
  - Ле Чунг-тонг, император (династия Ле, на юге) (1548—1556)
  - Ле Ань-тонг, император (династия Ле, на юге) (1556—1573)
- Индия —
  - Амбер (Джайпур) — Бахармалла, раджа[кат.] (1548—1574)
  - Араккал[англ.] — Али, али раджа[англ.] (1545—1591)
  - Ахмаднагарский султанат — Хусайн Низам-шах I, султан (1553—1565)
  - Ахом — Сукхаамфа, махараджа[англ.] (1552—1603)
  - Бенгальский султанат — Гийас ад-дин Бахадур-шах II, султан (1555—1561)
  - Берарский султанат — Дарйа Имад-шах, султан (1529—1562)
  - Бидарский султанат — Али Барид-шах I, султан (1542—1579)
  - Биджапурский султанат — Ибрагим Адиль Шах I, султан (1534—1558)
  - Биканер — Кальян Мал, раджа[англ.] (1542—1574)
  - Бунди — Суржан Сингх, раджа (1554—1585)
  - Бхавнагар — Сартанжи Рамдасжи, раджа (1535—1570)
  - Виджаянагарская империя — Садашиварайя, махараджадхираджа (1542—1565)
  - Голконда — Ибрагим Кули Кутб Шах, султан[англ.] (1550—1580)
  - Гуджаратский султанат — Ахмад-шах III, султан (1554—1561)
  - Гулер[англ.] — Рам Чанд, раджа[англ.] (1540—1570)
  - Джайнтия[англ.] — Бар Госен, раджа[англ.] (1548—1564)
  - Джайсалмер — Мальдев Сингх, раджа (1551—1562)
  - Дженкантал[англ.] — Хари Сингх, раджа[кат.] (1530—1594)
  - Джалавад (Дрангадхра) — Мансихжи I Раножи, сахиб (1522—1563)
  - Дунгарпур — Аскаран Сингх, раджа (1549—1580)
  - Камата — Нара Нарайян, махараджа[англ.] (1540—1586)
  - Кач — Кхенгаржи I, раджа (1548—1585)
  - Качари — Дурлабх Нарайян, царь (ок.1550—1576)
  - Кашмир — Исмаил-шах, султан (1540, 1555—1557)
  - Кочин — Веера Керала Варма I, махараджа (1537—1565)
  - Ладакх — Таши Намгьял, раджа[англ.] (ок.1555 — ок.1575)
  - Майсур — Тиммараджа II, махараджа (1553—1572)
  - Манди — Сахиб Сен, раджа (1554—1575)
  - Манипур — Чаламба, раджа[англ.] (1545—1562)
  - Марвар (Джодхпур) — Малдев Ратор, раджа (1532—1562)
  - Мевар — Удай Сингх II, махарана (1540—1572)
  - Наванагар — Равалджи Лакхаджи, джам (1540—1562)
  - Орчха — Мадхукаршах, раджа (1554—1592)
  - Пратабгарх — Бикрам Сингх, махараджа (1552—1564)
  - Рева — Рамчандра Сингх, раджа (1555—1592)
  - Самбалпур[англ.] — Мадхукар Саи, раджа[англ.] (1534—1578)
  - Синд (династия Тархан) — Мухаммед Иса Тархан, мирза[англ.] (1554—1567)
  - Сирохи — Удаи Сингх I, раджа (1553—1563)
  - Сонепур — Мадан Гопал Сингх Део, раджа (1556—1606)
  - Сукет — Аржун Сен, раджа (1540—1560)
  - Танджавур — Севаппа Найяк, раджа (1532—1580)
  - Хандешский султанат — Мубарак-шах II, султан (1537—1566)
  - Чамба — Ганеза Верман, раджа (1512—1559)
- Индонезия —
  - Аче — Алауддин аль Кухар, султан (1537—1571)
  - Бантам — Мулана Хасан уд-дин, султан (1552—1570)
  - Бачан — Зайнал Абидин, султан[англ.] (ок. 1512 — ок. 1557)
  - Калиньямат[англ.] — Ратна Кенкана, рату[англ.] (1549—1579)
  - Сунда — Нилакендра, махараджа (1551—1567)
  - Сулу — Насируд-дин I, султан[англ.] (1548—1568)
  - Тернате — Хайрун Джамиль, султан (1535—1570)
  - Чиребон[англ.] — Сунан Гугунгжати, султан[англ.] (1479—1568)
- Иран (Сефевиды) — Тахмасп I, шахиншах (1524—1576)
  -  Каркия — Ахмад-хан, амир (1538—1592)
  -  Падуспаниды — 
    - Джахангир II, малек (в Кожуре) (1555—1567)
    - Каюмарт IV, малек (в Нуре) (1550—1576)
- Казахское ханство — Хак-Назар, хан (1538—1580)
- Камбоджа — Анг Чан I, король[англ.] (1521—1566)
- Китай (Империя Мин)  — Цзяцзин (Чжу Хоуцун), император (1521—1567)
- Лансанг  — Сеттатират, король (1548—1571)
- Малайзия — 
  - Джохор — Ала ад-дин Риайат-шах I, султан (1528—1564)
  - Кедах — Муджаффар Шах III, султан[англ.] (1547—1602)
  - Келантан — Мансур Шах ибн аль-Мартум Ахмад Шах, султан[англ.] (1547—1561)
  - Паттани — Муджаффар Шах, султан (1530—1564)
  - Паханг — Мансур-шах II, султан (1555—1590)
  - Перак — Мансур-шах I, султан (1549—1577)
- Мальдивы — Абубакуру II, султан (1554—1557)
- Могулистан — Шах, хан (в Восточном Могулистане)  (1543—1570)
- Могулия (Яркендское ханство) — Абд ар-Рашид I, хан  (1533—1559)
- Монгольская империя (Северная Юань) — Дарайсун-Годэн, великий хан (1547—1557)
- Мьянма — 
  - Аракан (Мьяу-У) — 
    - Мин Дикха, царь[англ.] (1554—1556)
    - Мин Со Ла, царь[англ.] (1556—1564)

  - Таунгу — Байиннаун, царь[англ.] (1550—1580)
- Непал (династия Малла) —
  - Бхактапур — Вишва Малла, раджа[англ.] (1547—1560)
  - Катманду (Кантипур) — Нарендра Малла, раджа[англ.] (1538—1560)
- Ногайская Орда — Исмаил, бий (1555—1563)
- Оман — Баракат ибн Мухаммед, имам (1529—1560)
- Османская империя — Сулейман I Великолепный, султан (1520—1566)
  - Рамазаногуллары (Рамаданиды) — Пири Мехмед Паша, бей (1520—1568)
- Рюкю — Сё Гэн, ван (1556—1572)
- Таиланд — 
  - Аютия — Маха Чакрапхат, король (1548—1564, 1568—1569)
  - Ланнатай — Мекути, король[англ.] (1551—1564)
- Тибет — 
  - Нгаванг Дракпа Гяльцен, гонгма[англ.] (1554—1556/1557, 1576—1603/1604)
  - Нгаванг Тоши Дракпа, гонгма[англ.] (1499—1554, 1556/1557—1564)
- Филиппины — 
  - Магинданао — Мака-аланг Сарипада, султан (1543—1574)
  - Тондо — Салалила, раджа[англ.] (ок. 1515 — ок. 1558)
- Хивинское ханство (Хорезм) — Агатай, хан (1547—1557)
- Чосон  — Мёнджон, ван (1545—1567)
- Шри-Ланка — 
  - Джафна — Канкили I, царь[фр.] (1519—1561)
  - Канди — Караллиядде Бандара, царь[англ.] (1552—1581)
  - Котте — Дхармапала, царь (1551—1597)
  - Ситавака — Маядунне, царь (1521—1581)
- Япония — 
  - Томохито (Го-Нара), император (1526—1557)
  - Сёгунат Муромати — Асикага Ёситэру, сёгун (1546—1565)

## Америка
- Империя инков — Сайри Тупак, сапа инка (1544—1561)
- Новая Испания — Луис де Веласко, вице-король (1550—1564)
- Перу — 
  - Мельчор Браво де Саравия, вице-король (1552—1556)
  - Андрес Уртадо де Мендоса, вице-король (1556—1561)

## Африка
- Адаль — Баракат ибн Умардин, султан (1555—1559)
- Багирми — Мало, султан (1548—1568)
- Бамум — Фифен, мфон (султан)[англ.] (1544—1568)
- Бени-Аббас[англ.] — Абдельазиз, султан[фр.] (1510—1559)
- Бенинское царство — Орхогбуа, оба[англ.] (1547—1580)
- Борну — Дунама V, маи[нем.] (1539—1557)
- Буганда — Мулондо, кабака (ок. 1555 — ок. 1564)
- Варсангали[англ.] — Махмуд, султан[кат.] (1555—1585)
- Вогодого — Кимба, нааба (ок. 1540 — ок. 1560)
- Джолоф — Аль-Бури Пенда, буур-ба[англ.] (1549—1566)
- Имерина — Адриаманело, король[англ.] (1540—1575)
- Кайор — Амари I, дамель (1549—1593)
- Кано[англ.] — Мухаммад Кисоки, султан[англ.] (1509—1565)
- Каффа — Води Гафо, царь (ок. 1530 — ок. 1565)
- Конго — Нкумби Мпуди (Диего I), маниконго[англ.] (1545 — 1561)
- Мали — Мамаду II, манса (1496—1559)
- Марокко (Саадиты) — Мохаммед аш-Шейх, султан (1554—1557)
- Массина — Ибрагим, ардо (1551—1559)
- Мутапа — Чивере Ниясоро, мвенемутапа[англ.] (1550—1560)
- Ндонго — 
  - Килаунжи Киа Самба, нгола[англ.] (ок. 1515 — 1556)
  - Ндамби а Нгола, нгола[англ.] (1556—1561)
- Нри[англ.] — Фенену, эзе[англ.] (1512—1582)
- Руанда — Мутара I, мвами (1543—1576)
- Салум — Латилор Бадиане, маад (1550—1559)
- Свазиленд — Дламини II, вождь (ок. 1555 — ок. 1600)
- Сеннар — Абд аль-Кадир I, мек (1551—1558)
- Сонгай — Аския Дауд, император (1549—1582)
- Твифо-Эман[англ.] — Адо, аквамухене[англ.] (ок. 1540 — ок. 1560)
- Харар[англ.] — Нур ибн Муджахид, султан[англ.] (1550—1567)
- Хафсиды — Абуль-Аббас Ахмад III, халиф (1543—1570)
- Эфиопия — Клавдий (Аснаф Сагад I), император (1540—1559)

## Европа
- Англия — Мария I, королева (1553—1558)
- Андорра —
  - Иоанна III, королева Наварры, княгиня-соправитель (1555—1572)
  - Миквель Деспуиг, епископ Урхельский, князь-соправитель (1552—1556)
  - Хоан Перес Гарсиа де Оливан, епископ Урхельский, князь-соправитель (1556—1560)
- Астраханское ханство — 
  - Дервиш-Али, хан (1537—1539, 1554—1556)
  - в 1556 году присоединено к Российскому государству
- Валахия — Петру I Добрый, господарь (1554—1557)
- Венгрия — Фердинанд I, король (в Западной Венгрии) (1526—1564)
- Восточно-Венгерское королевство — Янош II Запольяи, король (1540—1570)
- Дания — Кристиан III, король (1534—1559)
- Ирландия —
  - Десмонд — Домналл ан Друйминин Маккарти, король (1516—1558)
  - Тир Эогайн — Конн Баках мак Куинн О’Нилл, король (1519—1559)
- Испания — 
  - Карлос I, король (1516—1556)
  - Филипп II, король (1556—1598)
- Италия —
  - Венецианская республика — 
    - Франческо Веньер, дож (1554—1556)
    - Лоренцо Приули, дож (1556—1559)

  - Гвасталла — Ферранте I Гонзага, граф (1539—1557)
  - Генуэзская республика — Агостино Пинелли, дож (1555—1557)
  - Мантуя — Гульельмо I Гонзага, герцог (1550—1587)
  - Масса и Каррара — Альберико I, маркграф (1553—1558)
  - Монтекьяруголо — Помпонио Торелли, граф (1545—1608)
  - Пармское герцогство — Оттавио Фарнезе, герцог (1551—1586)
  - Пьомбино — Якопо V Аппиани, князь (1545—1585)
  - Урбино — Гвидобальдо II делла Ровере, герцог (1538—1574)
  - Феррара, Модена и Реджо — Эрколе II д’Эсте, герцог (1534—1559)
  - Флорентийское герцогство — Козимо I, герцог (1537—1569)
- Казанское ханство — 
  - Али-Акрам, хан (в Чалыме) (1552—1556)
  - в 1552/1556 году присоединено к Российскому государству
- Крымское ханство — Девлет I Герай, хан (1551—1577)
- Ливонский орден — Генрих фон Гален, ландмейстер (1551—1557)
- Литовское княжество — Сигизмунд II Август, великий князь (1548—1572)
- Молдавское княжество — Александру Лэпушняну, господарь (1552—1561, 1564—1568)
- Монако — Оноре I, сеньор (1523—1581)
- Наварра — Иоанна III, королева (1555—1572)
- Наксосское герцогство — Джованни IV, герцог (1517—1564)
- Норвегия — Кристиан III, король (1534—1559)
- Папская область — Павел IV, папа (1555—1559)
- Польша — Сигизмунд II Август, король (1548—1572)
- Португалия — Жуан III Благочестивый, король (1521—1557)
- Русское царство — Иван IV Васильевич Грозный, царь (1547—1584)
- Священная Римская империя — 
  - Карл V, император (1519—1556)
  - Фердинанд I, император (1556—1564)
  - Австрия — Фердинанд I, герцог (1521—1564)
  - Ангальт —
    - Ангальт-Дессау — Иоахим, князь (1516—1561)
    - Ангальт-Кётен — Вольфганг, князь (1508—1562)
    - Ангальт-Цербст — 
      - Карл I, князькнязь (1551—1561)
      - Иоахим Эрнст, князькнязь (1551—1570)
      - Бернгард VII, князькнязь (1551—1570)

  - Ансбах — Георг Фридрих, маркграф (1543—1603)
  - Бавария — Альбрехт V Великодушный, герцог (1550—1579)
  - Баден —
    - Баден-Баден — Филиберт, маркграф (1536—1569)
    - Баден-Дурлах — Карл II, маркграф (1553—1577)

  - Байрет (Кульмбах) — Георг Фридрих, маркграф (1553—1603)
  - Бранденбург — Иоахим II Гектор, курфюрст (1535—1571)
    - Бранденбург-Кюстрин — Иоганн, маркграф (1535—1571)

  - Брауншвейг —
    - Брауншвейг-Вольфенбюттель — Генрих V, герцог (1514—1568)
    - Брауншвейг-Грубенхаген — Эрнест III, герцог (1551—1567)
    - Брауншвейг-Каленберг — Эрих II, герцог (1540—1584)
    - Брауншвейг-Люнебург — Франц Отто, герцог (1555—1559)

  - Вальдек —
    - Вальдек-Вилдунген — Филипп IV, граф (1513—1574)
    - Вальдек-Ландау — Иоганн I, граф (1539—1567)
    - Вальдек-Эйсенберг — Вольрад II, граф (1539—1575)

  - Восточная Фризия —
    - Эдцард II, граф (1540—1599)
    - Иоганн, граф (1528—1591)

  - Вюртемберг — Кристоф, герцог (1550—1568)
  - Ганау —
    - Ганау-Лихтенберг — Филипп IV, граф[англ.] (1538—1590)
    - Ганау-Мюнценберг — Филипп III, граф[англ.] (1529—1561)

  - Гессен — Филипп, ландграф (1509—1567)
  - Гольштейн-Готторп — Адольф, герцог (1544—1586)
  - Гольштейн-Пиннеберг —
    - Иоанн V, граф (1531—1560)
    - Йобст II, граф (1531—1581)
    - Оттон IV, граф (1544—1576)

  - Кёльнское курфюршество — 
    - Адольф Шауэнбург, курфюрст (1546—1556)
    - Антон Шауэнбург, курфюрст (1556—1558)

  - Лотарингия — Карл III, герцог (1545—1608)
  - Майнцское курфюршество — Даниель Брендель фон Гомбург, курфюрст (1555—1582)
  - Мекленбург —
    - Мекленбург-Гюстров — 
      - Иоганн Альбрехт I, герцог (1547—1556)
      - Ульрих, герцог (1555—1603)

    - Мекленбург-Шверин[англ.] — 
      - Филипп, герцог (1552—1557)
      - Иоганн Альбрехт I, герцог (1556—1576)

  - Монбельяр — Георг I Вюртембергский, граф (1526—1534, 1553—1558)
  - Нассау —
    - Нассау-Байлштайн[нем.] —
      - Бернард, граф (1499—1556)
      - Иоганн III, граф (1513—1561)

    - Нассау-Вейльбург — Филипп III, граф (1523—1559)
    - Нассау-Висбаден-Идштейн[нем.] — Филипп I, граф (1511—1558)
    -  Нассау-Дилленбург[англ.] — Вильгельм I Богатый, граф (1516—1559)
    - Нассау-Саарбрюккен — Иоганн III, граф (1554—1574)

  - Ольденбург —
    - Христоф, граф (1526—1566)
    - Антон I, граф (1526—1573)

  - Померания —
    - Померания-Вольгаст — Филипп I Набожный, герцог (1531—1560)
    - Померания-Штеттин (Щецин) — Барним IX Благочестивый, герцог (1532—1569)

  - Пруссия — Альбрехт Бранденбург-Ансбахский, герцог (1525—1568)
  - Пфальц — 
    - Фридрих II, курфюрст (1544—1556)
    - Отто Генрих, курфюрст (1556—1559)
    - Пфальц-Зиммерн[англ.] — Иоганн II, пфальцграф[англ.] (1509—1557)
    - Пфальц-Нойбург — Отто Генрих, пфальцграф (1505—1557)
    - Пфальц-Цвейбрюккен — Вольфганг, пфальцграф (1532—1569)

  - Савойя — Эммануил Филиберт, герцог (1553—1580)
  - Саксония — Август, курфюрст (1553—1586)
    - Саксен-Виттенберг — 
      - Иоганн Фридрих II Средний, герцог (1554—1566)
      - Иоганн Вильгельм, герцог (1554—1572)
      - Иоганн Фридрих III Младший, герцог (1554—1565)

    - Саксен-Ратцебург-Лауэнбург — Франц I, герцог (1543—1571, 1573—1581)

  - Трирское курфюршество — 
    - Иоганн Изенбург-Гренцау, курфюрст (1547—1556)
    - Иоганн фон дер Лейен, курфюрст (1556—1567)

  - Чехия — Фердинанд I, король (1526—1564)
    - Силезские княжества —
      - Бжегское княжество — Георг II Бжегский, князь (1547—1586)
      - Зембицкое (Мюнстерберг) княжество — Изабелла Ягеллонка, княгиня (1552—1559)
      - Легницкое княжество — 
        - Генрих XI Легницкий, князь (1551—1556, 1559—1576, 1580—1581)
        - Фридрих III Легницкий, князь (1547—1551, 1556—1559)

      - Олесницкое княжество — Иоганн Подебрадович, князь (1542—1565)
      - Тешинское (Цешинское) княжество — Вацлав III Адам, князь (1528—1579)

  - Шлезвиг-Голштейн-Глюкштадт — Кристиан III, герцог (1544—1559)
  - Шлезвиг-Голштейн-Хадерслев[англ.] —  Ганс, герцог (1544—1580)
  - Юлих-Клеве-Берг — Вильгельм, герцог (1539—1592)
- Франция — Генрих II, король (1547—1559)
  - Арманьяк — Жанна (Иоанна) III д’Альбре, королева Наварры, графиня (1555—1572)
  - Овернь — Екатерина Медичи, графиня (1524—1569, 1574—1589)
  - Фуа — Жанна (Иоанна) III д’Альбре, королева Наварры, графиня (1555—1572)
- Швеция — Густав I Ваза, король (1523—1560)
- Шотландия — Мария Стюарт, королева (1542—1567)

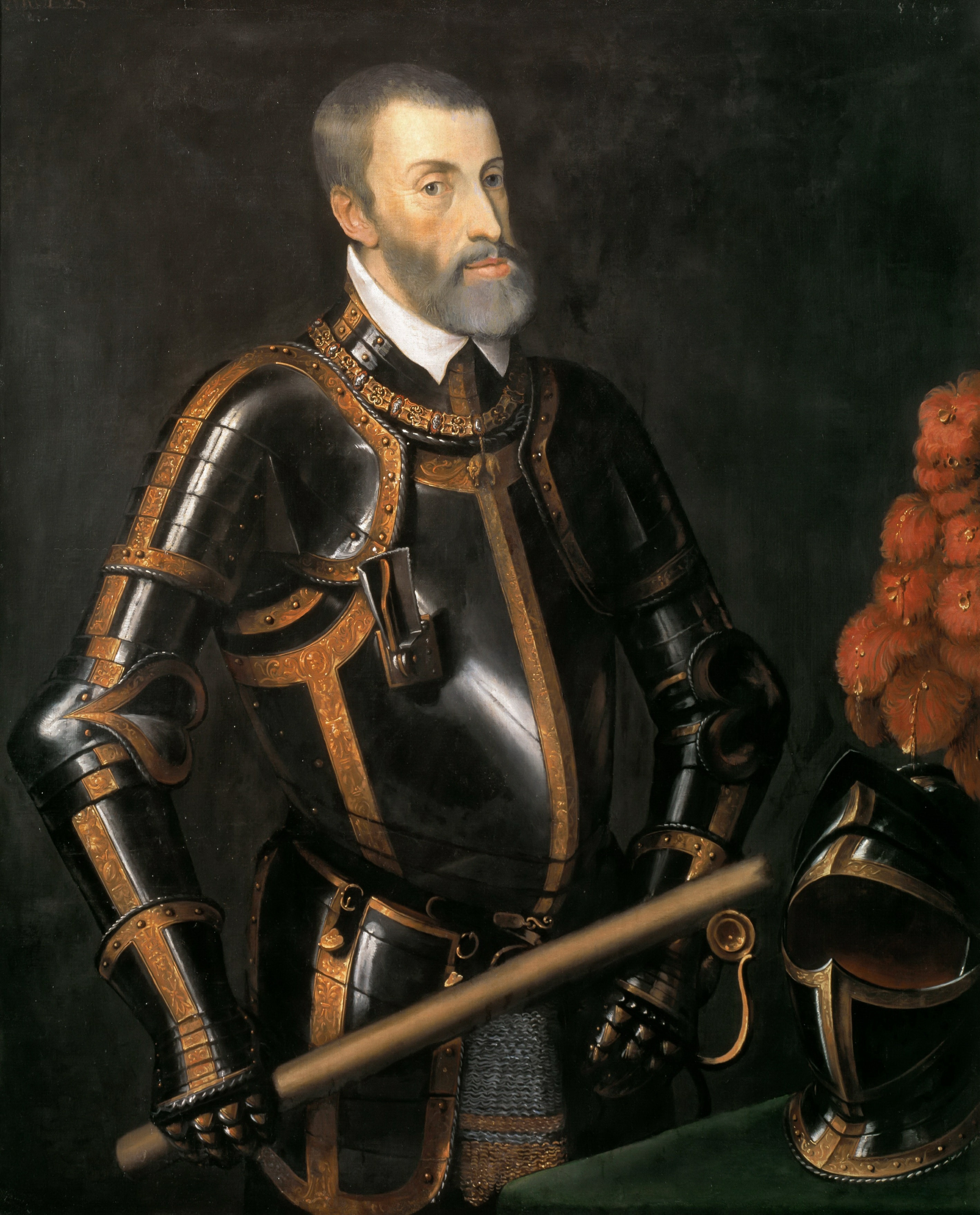
Карл V 1519-1556 Император Священной Римской империи, король Испании
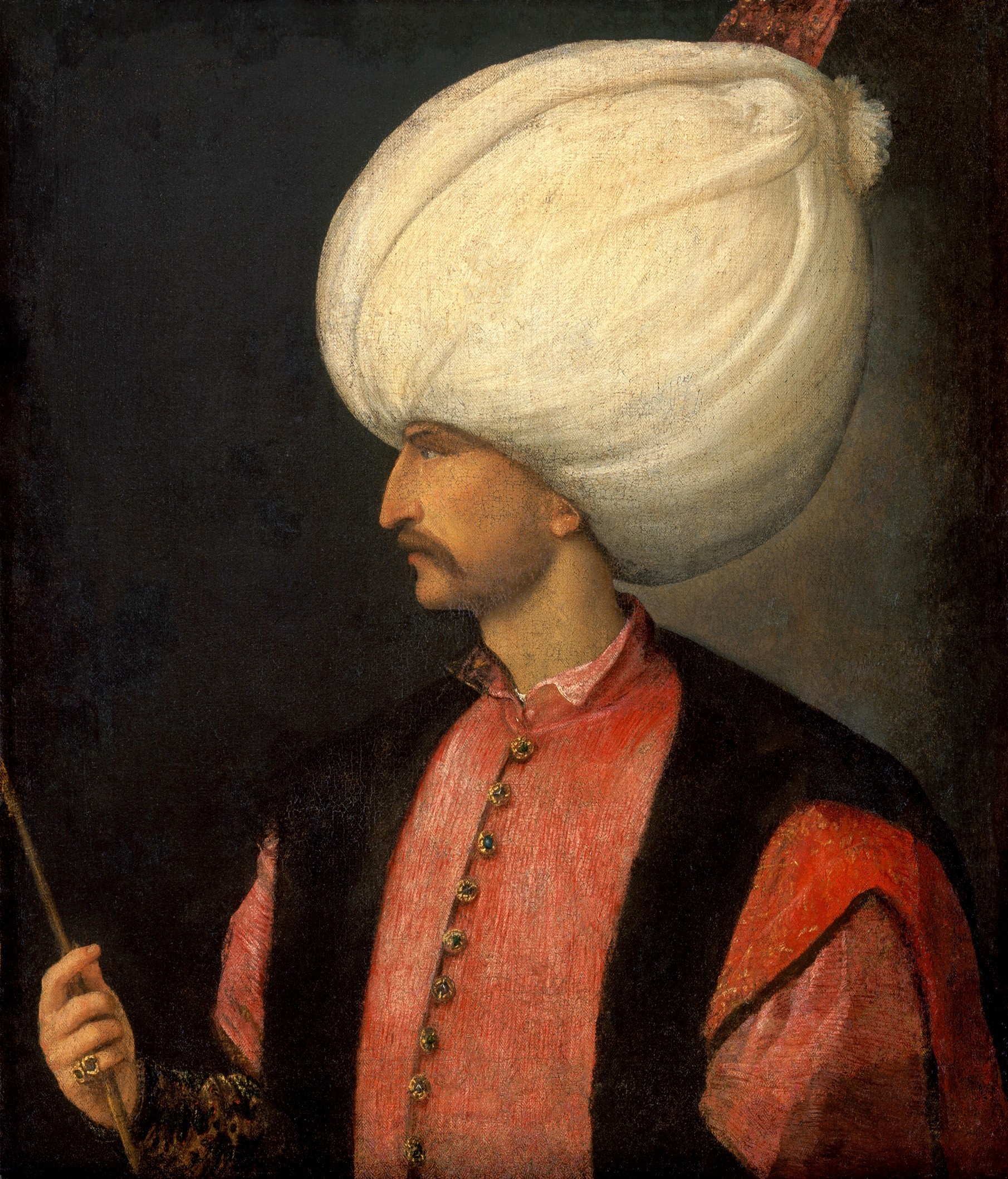
Сулейман I Великолепный 1520-1566 Османский султан
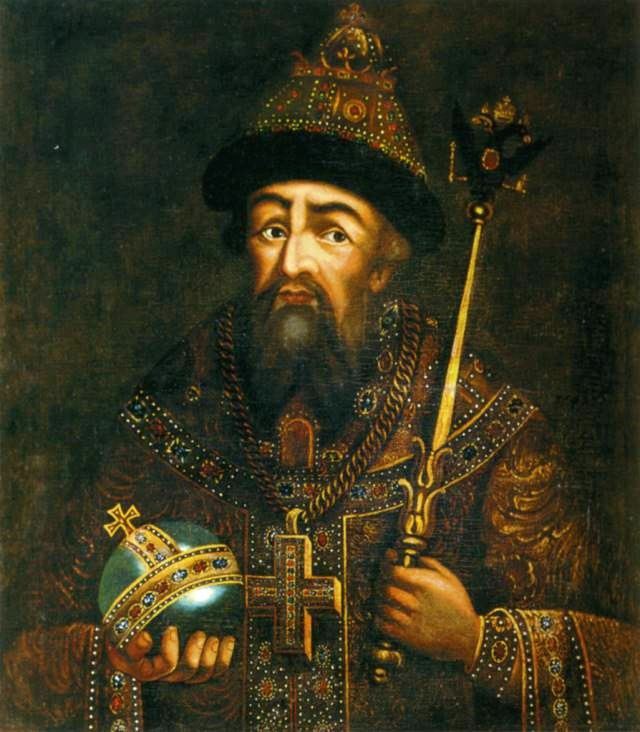
Иван IV Васильевич Грозный 1547-1584 Царь всея Руси
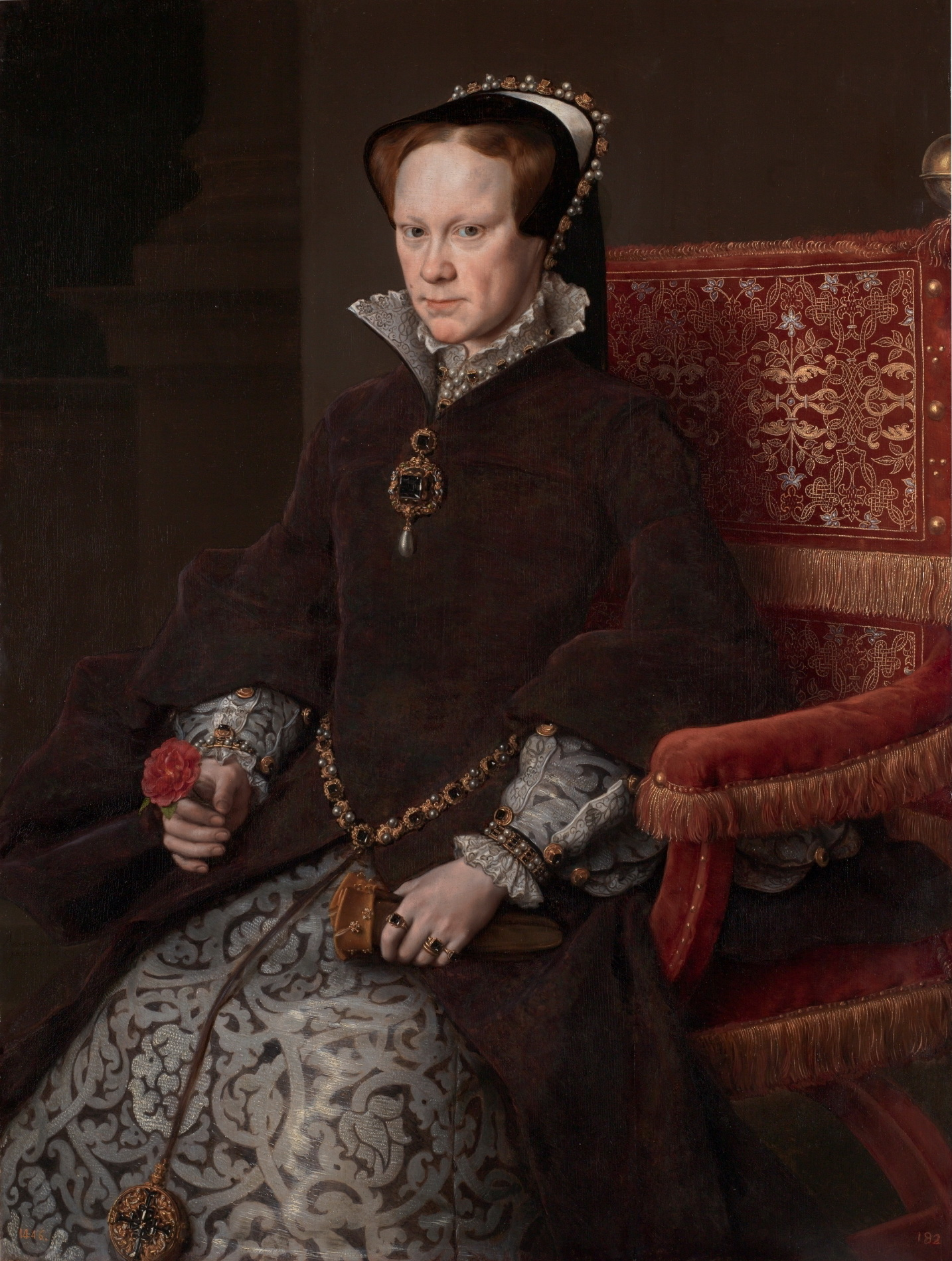
Мария I 1553-1558 Королева Англии
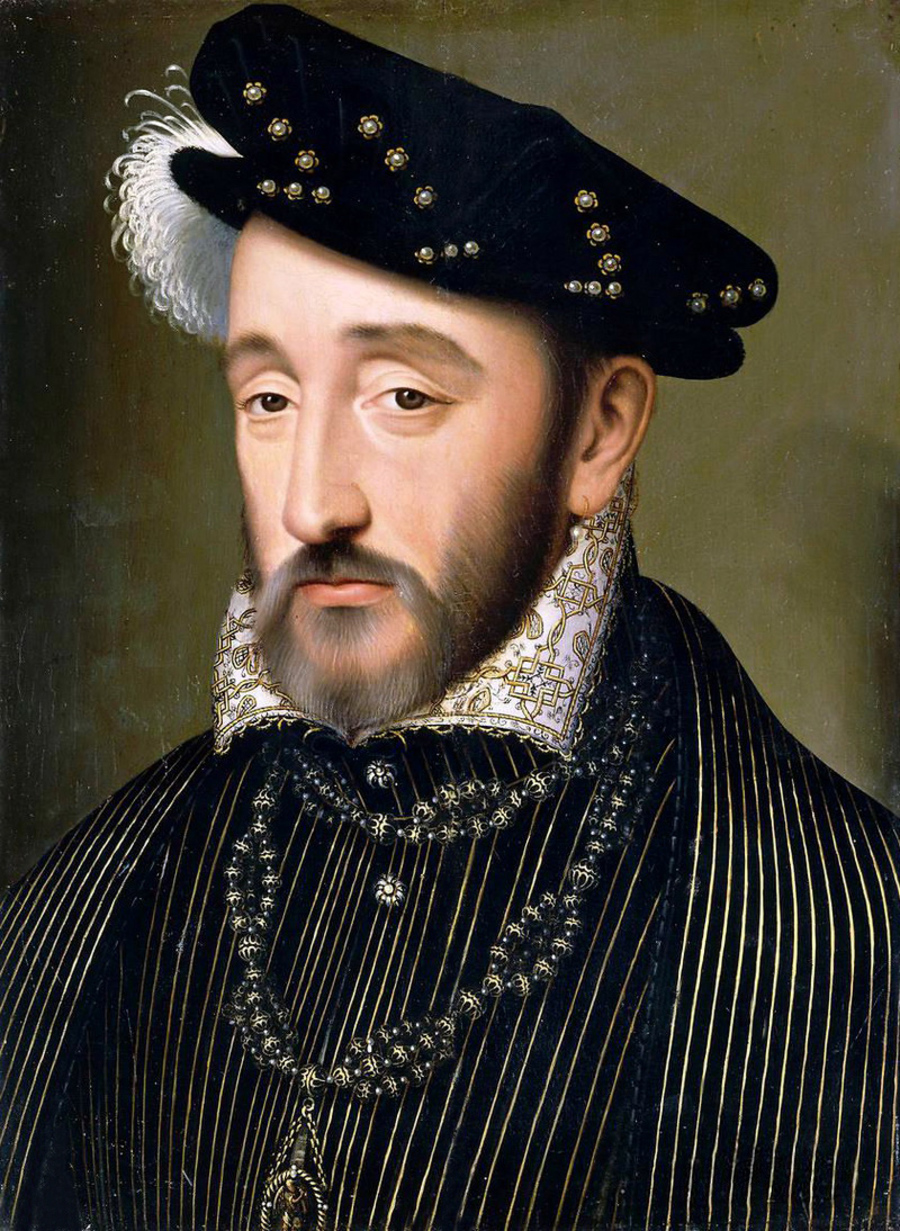
Генрих II 1547-1559 Король Франции
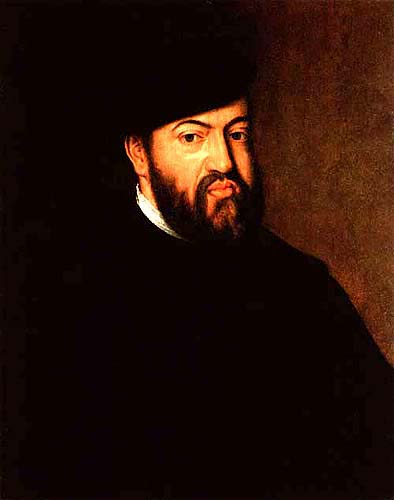
Жуан III Благочестивый 1521-1557 Король Португалии
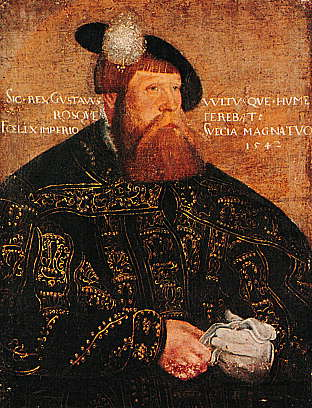
Густав I Ваза 1523-1560 Король Швеции
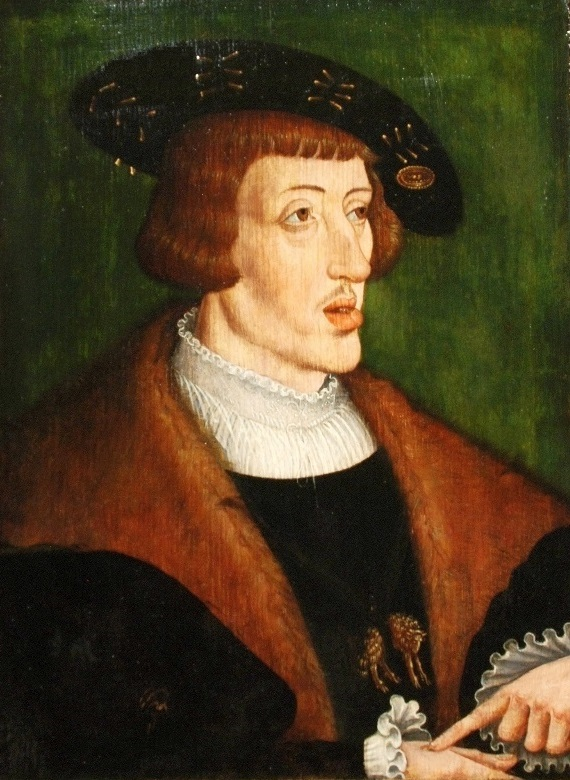
Фердинанд I 1526-1564 Король Венгрии и Чехии
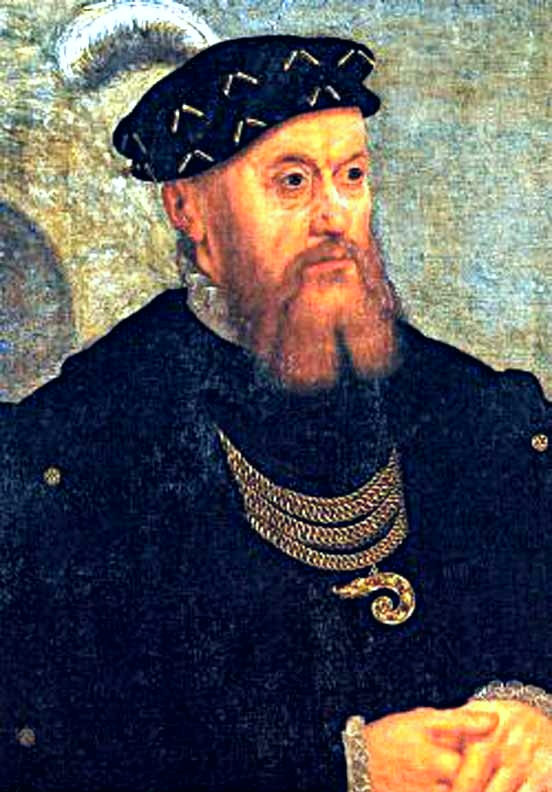
Кристиан III 1534-1559 Король Дании и Норвегии
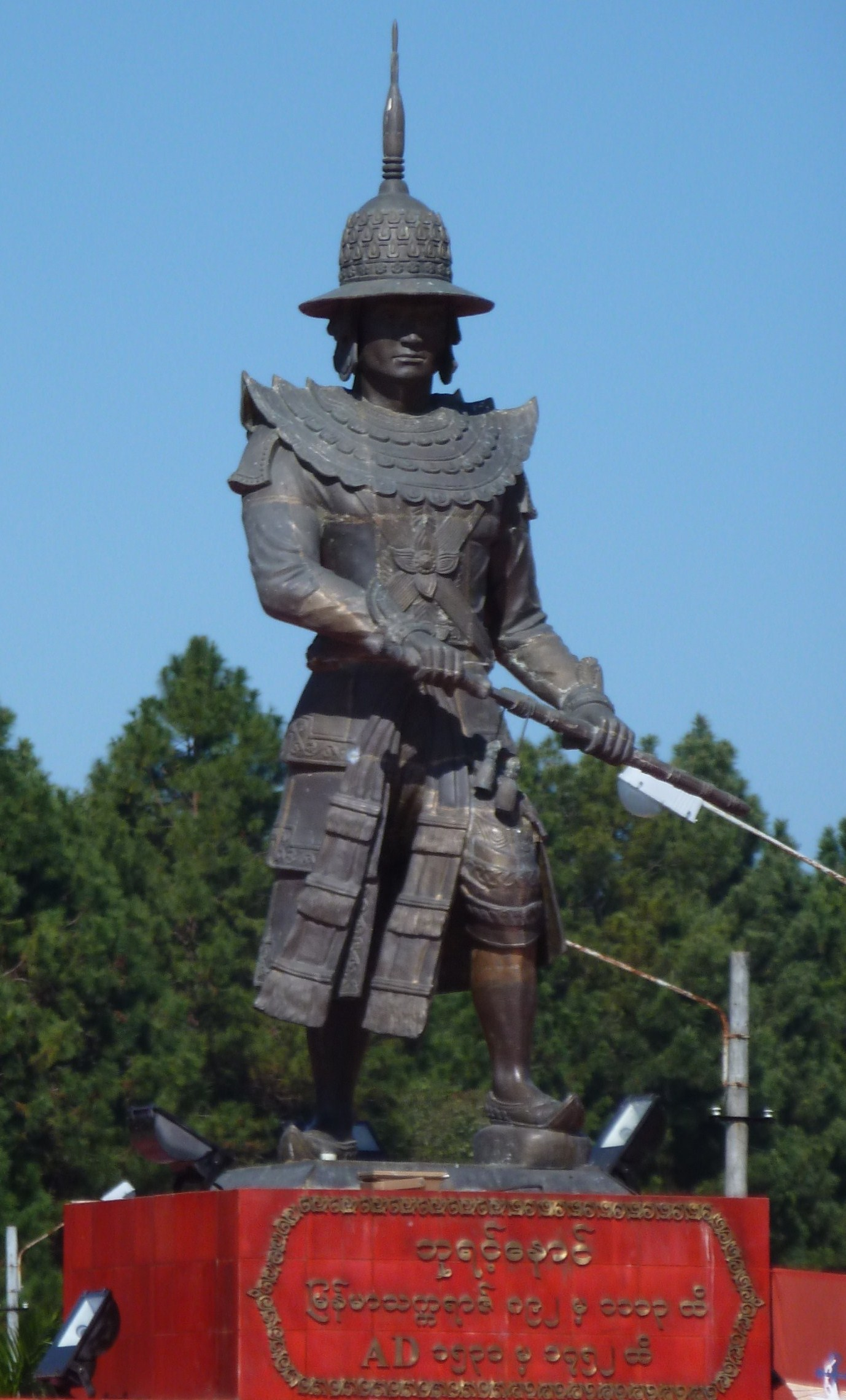
Байиннаун 1550-1581 Царь Мьянмы (Таунгу)
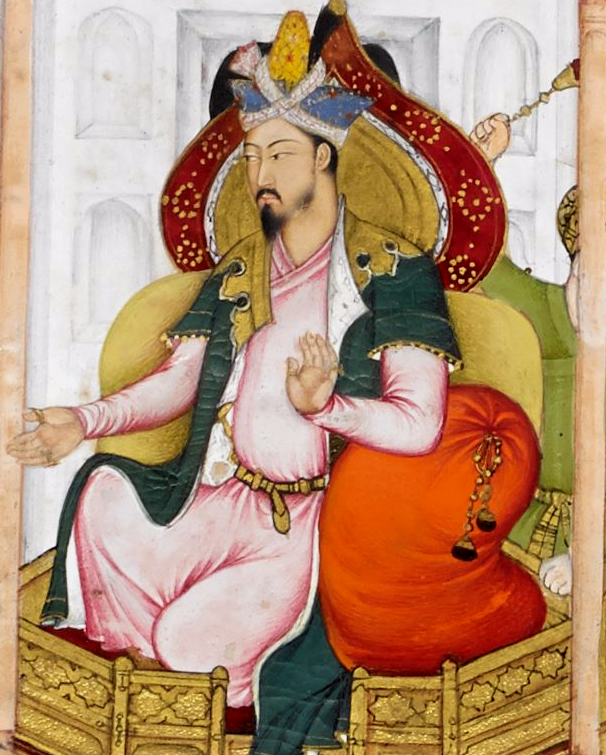
Хумаюн 1530-1540, 1555-1556 Падишах империи Великих Моголов
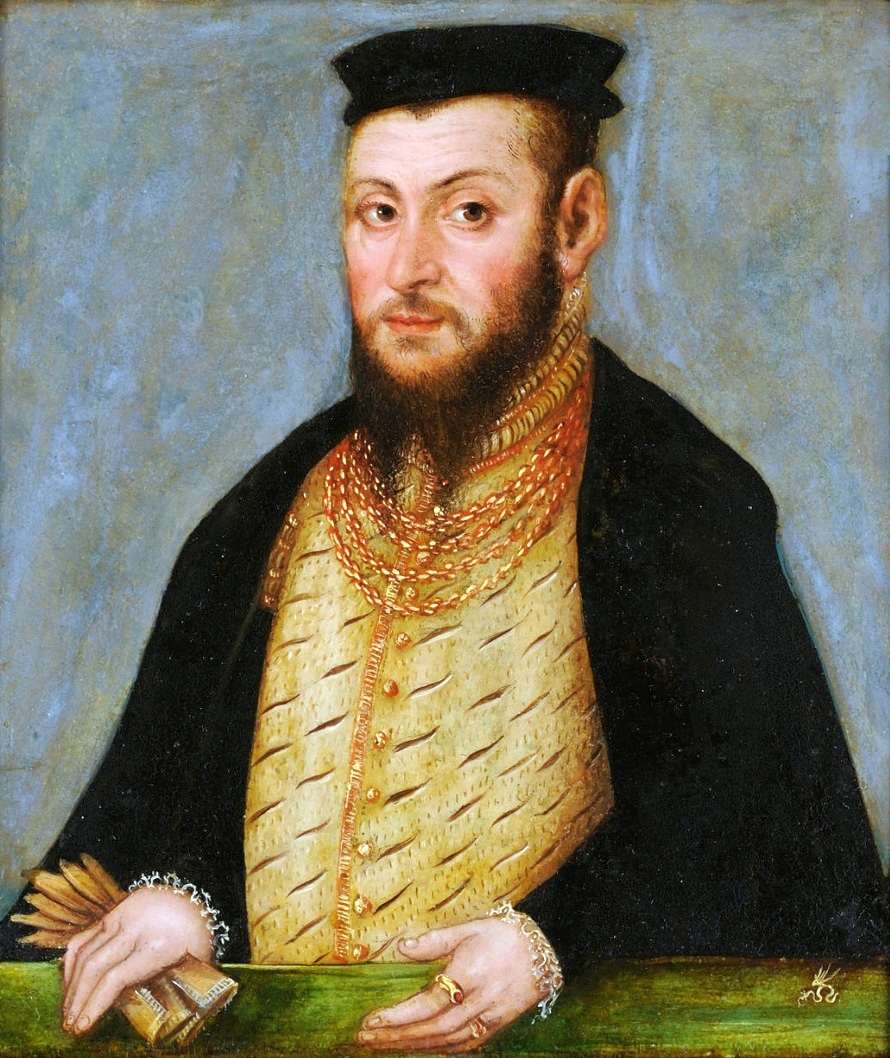
Сигизмунд II Август 1548-1572 Король Польши и Великий князь Литовский
Тахмасп I 1524-1576 Шахиншах Ирана
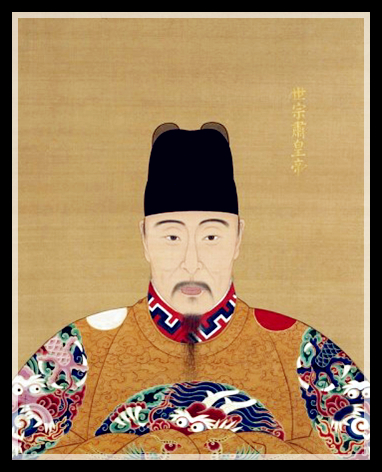
Цзяцзин 1521-1567 Император Китая
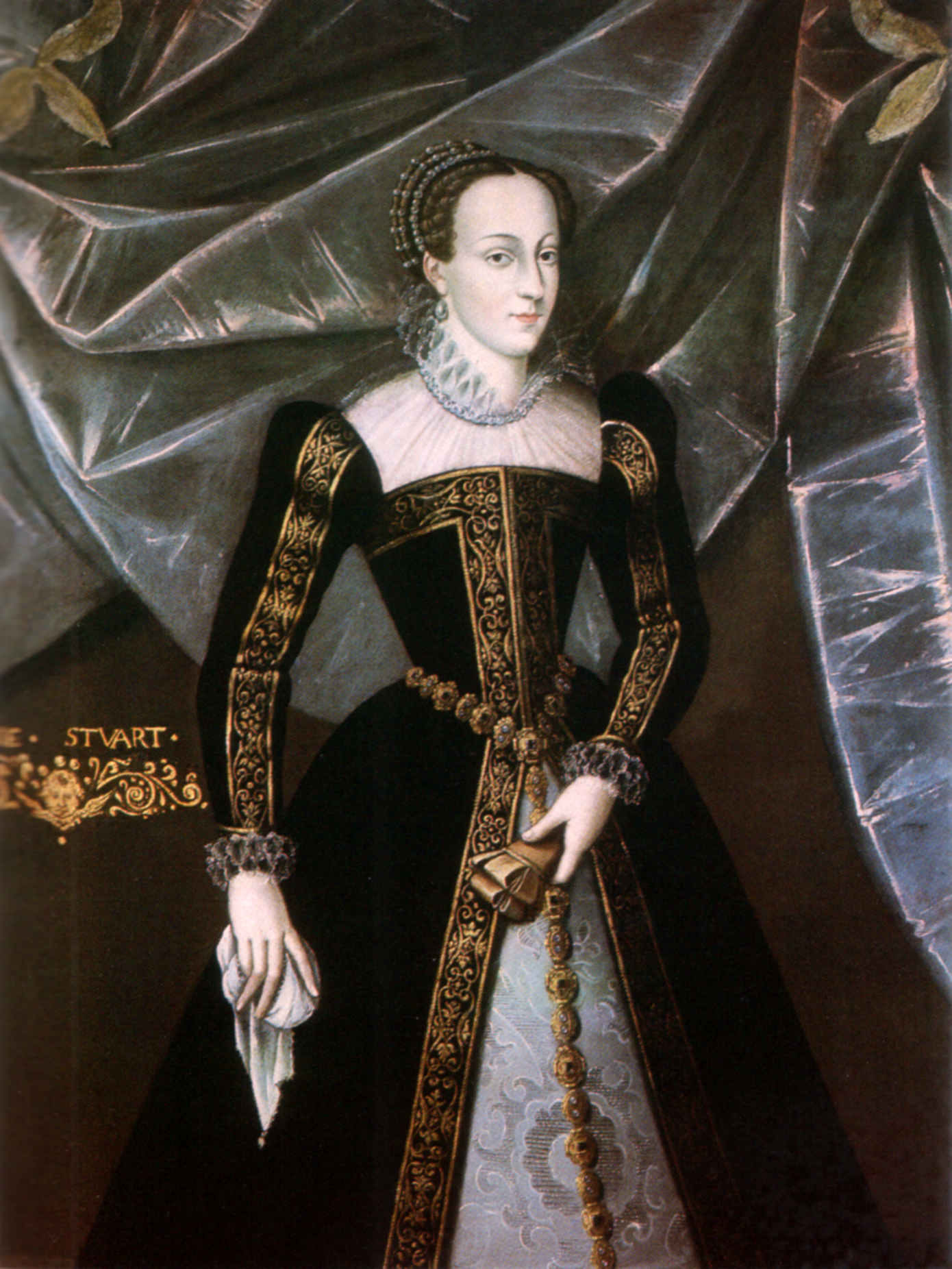
Мария Стюарт 1542-1567 Королева Шотландии
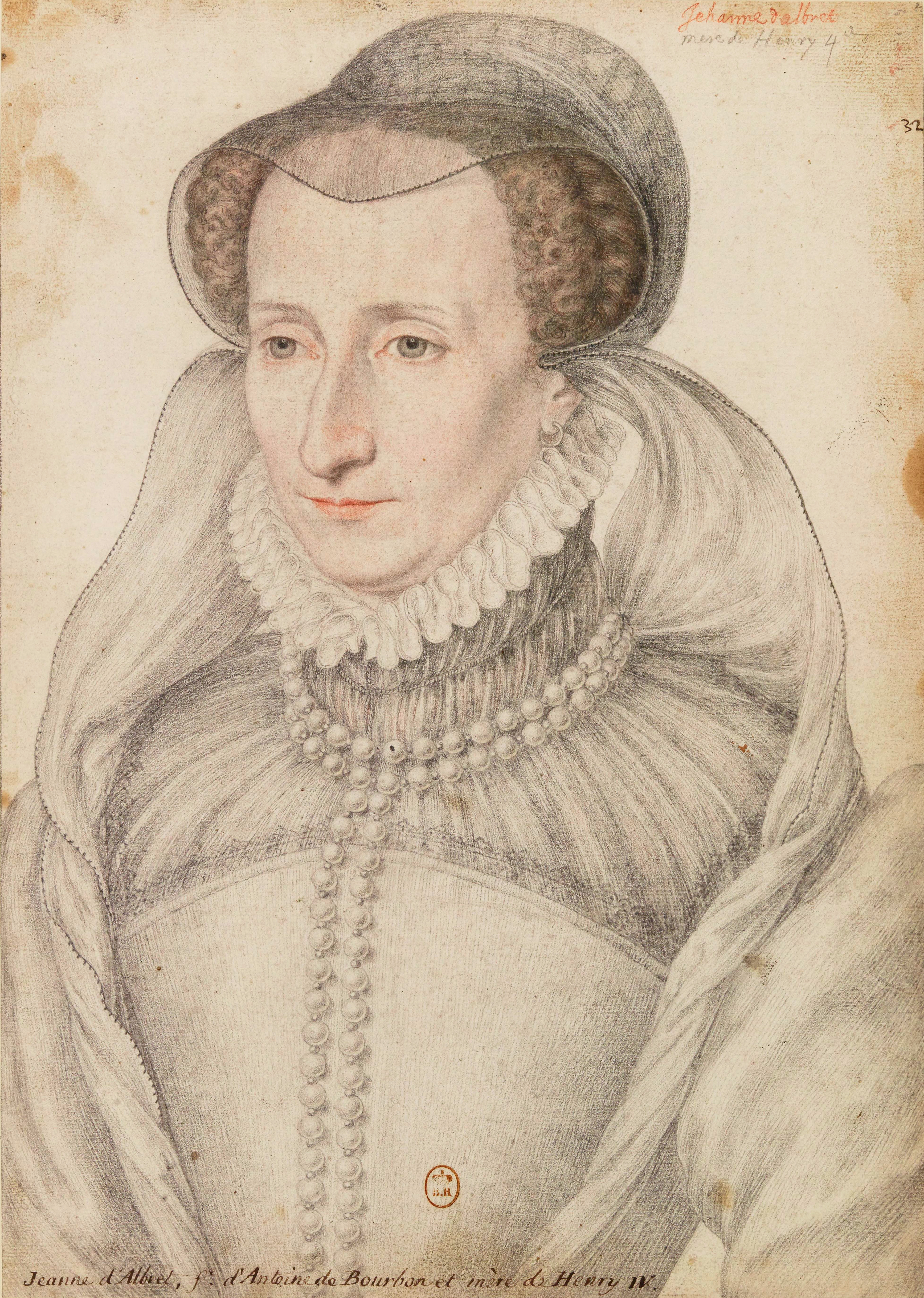
Иоанна III 1555-1572 Королева Наварры
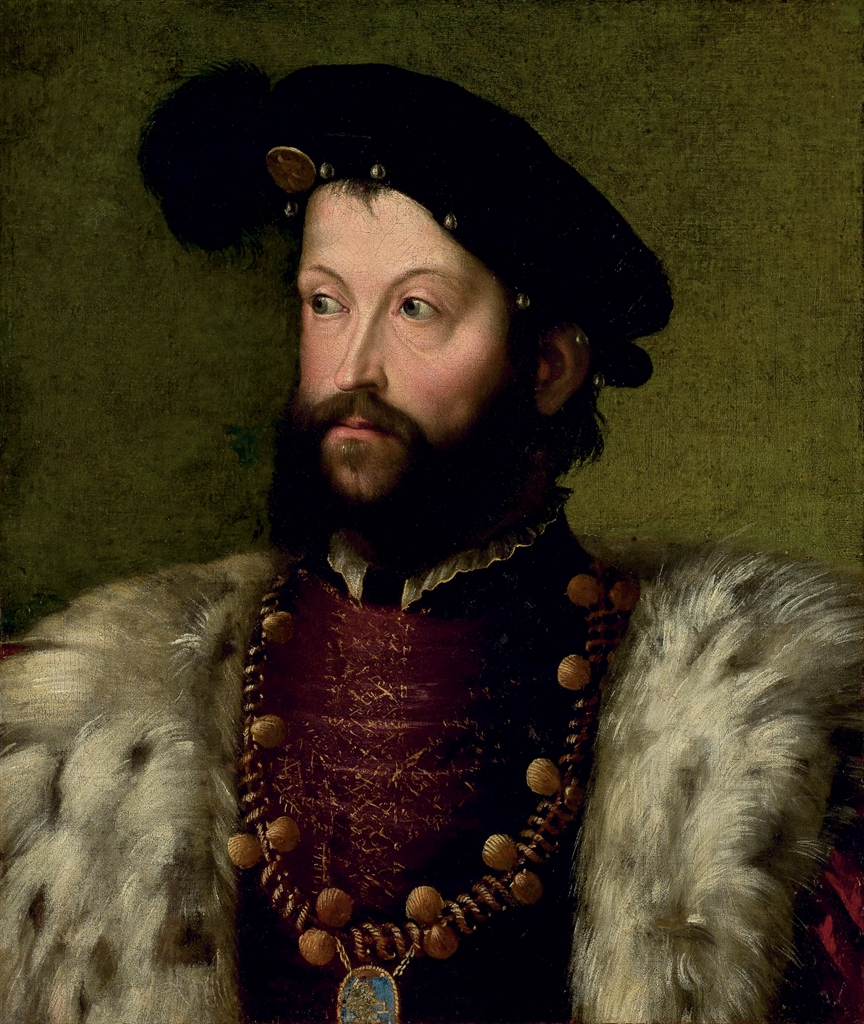
Эрколе II д’Эсте 1534-1559 Герцог Модены, Феррары и Реджо
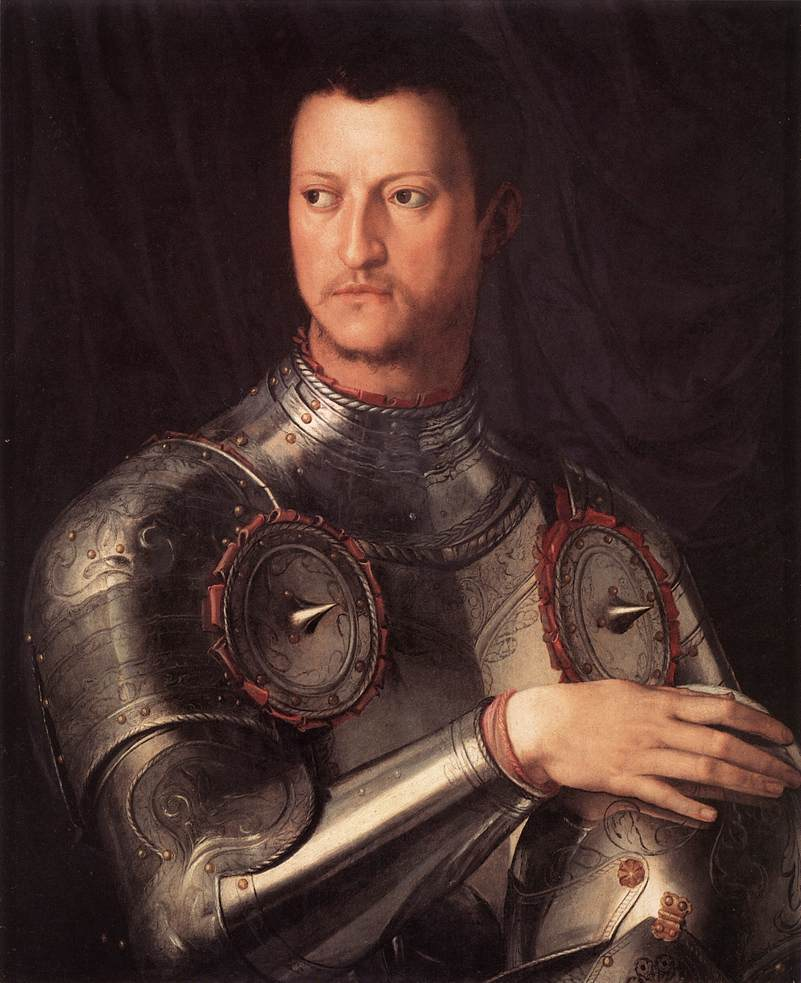
Козимо I Медичи 1537-1569 Герцог Флорентийский
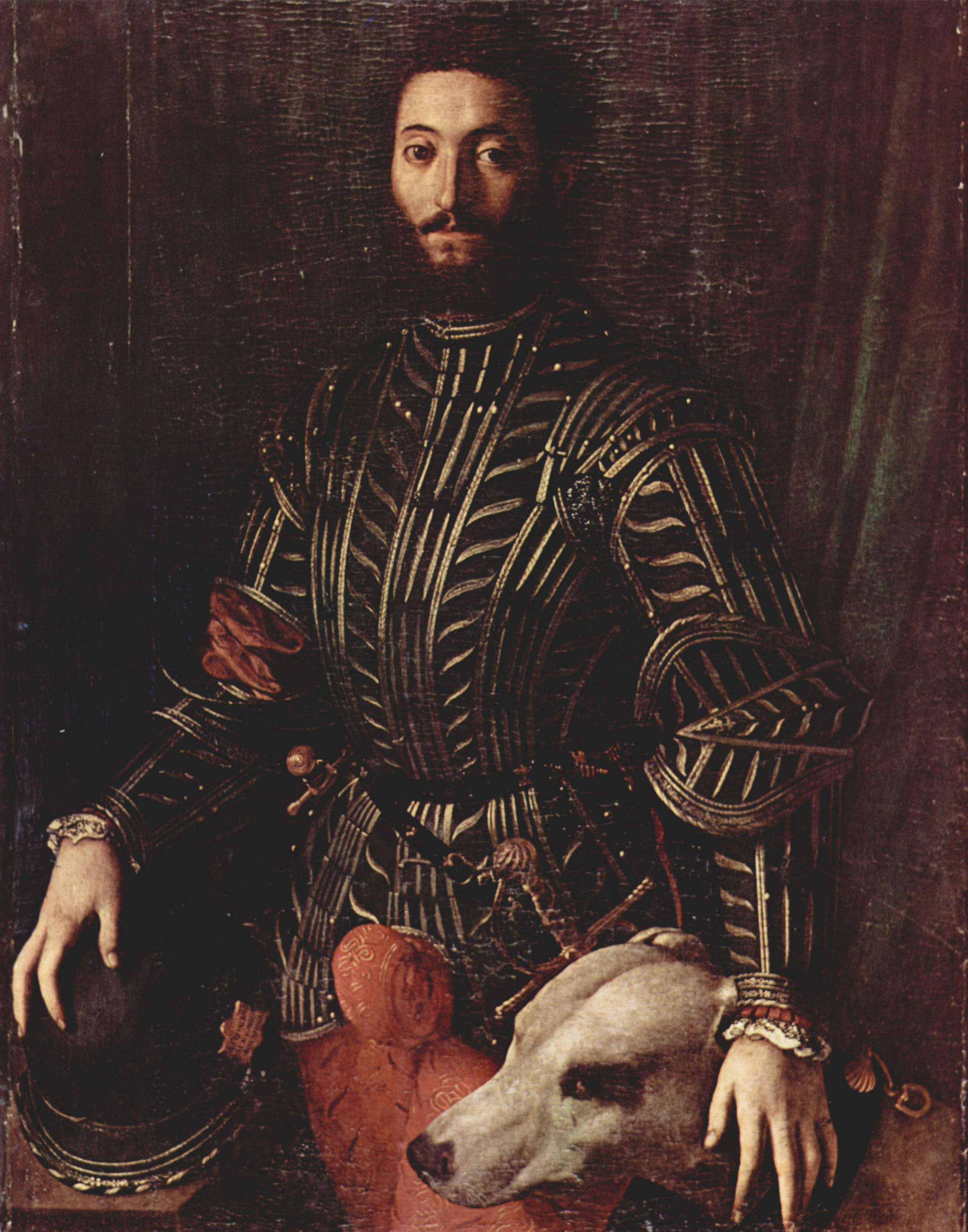
Гвидобальдо II делла Ровере 1538-1574 Герцог Урбино
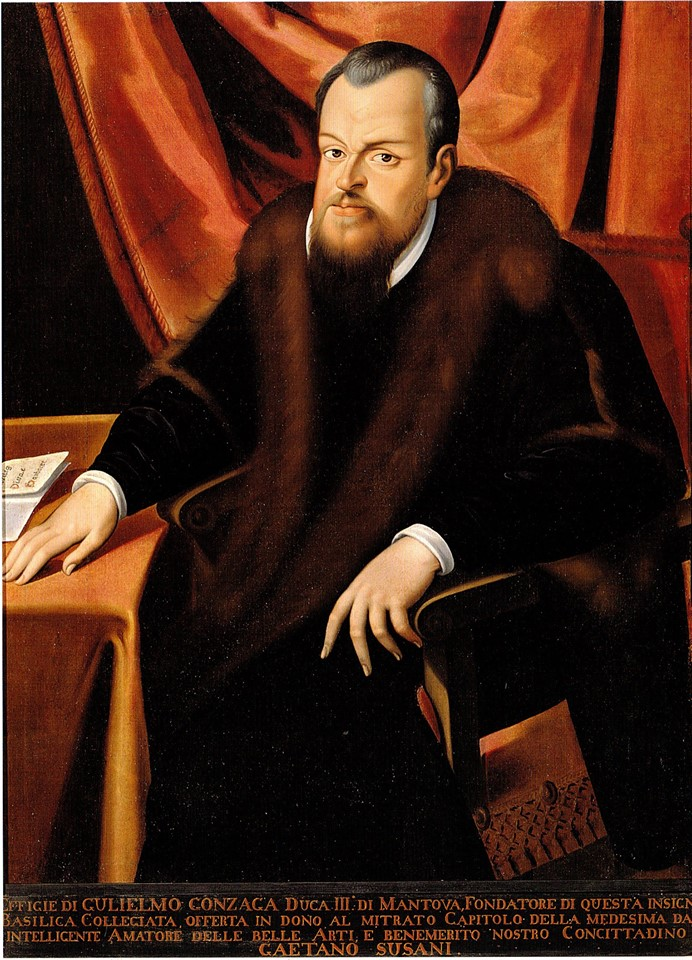
Гульельмо I Гонзага 1550-1587 Герцог Мантуи
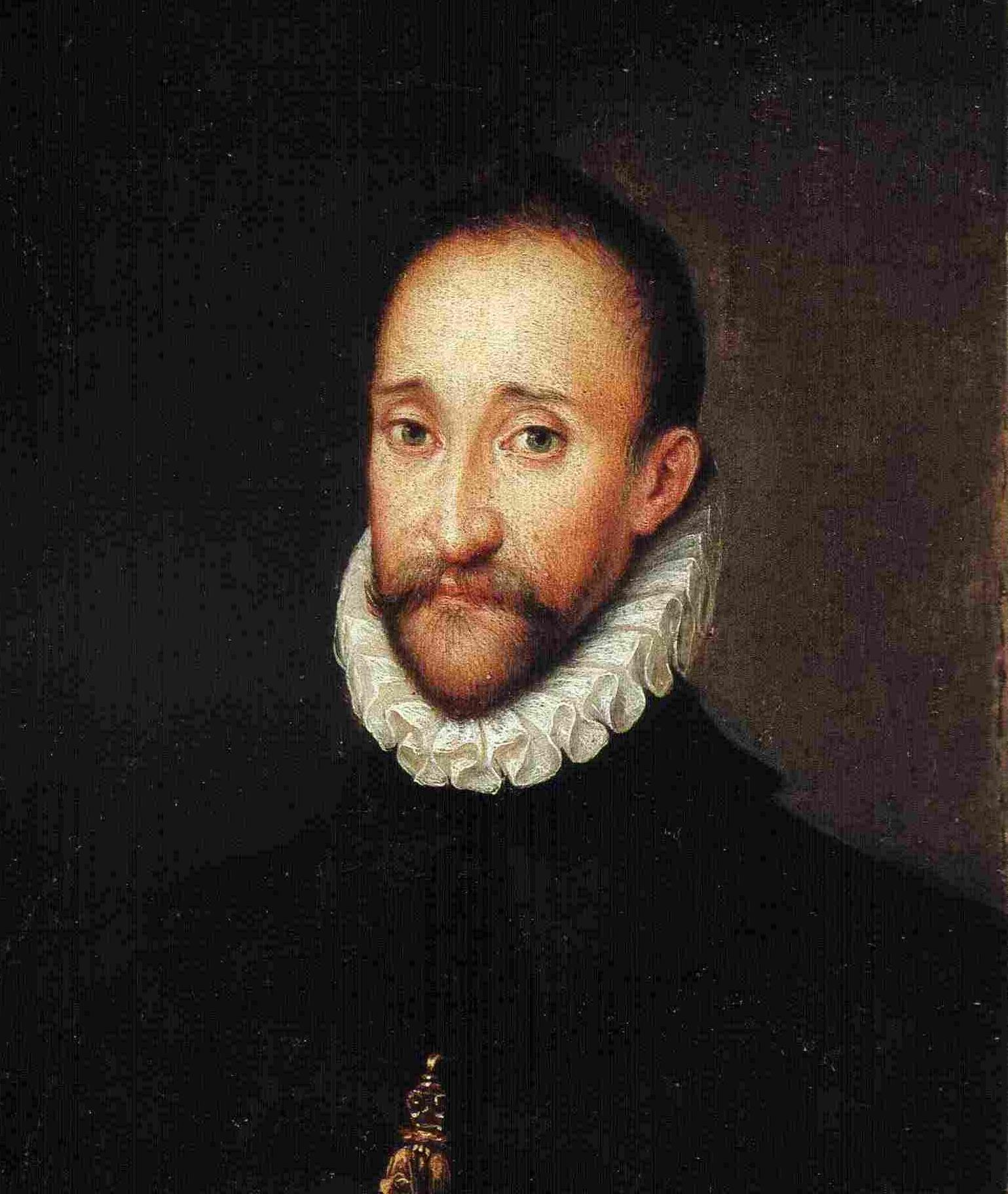
Оттавио Фарнезе 1551-1586 Герцог Пармский
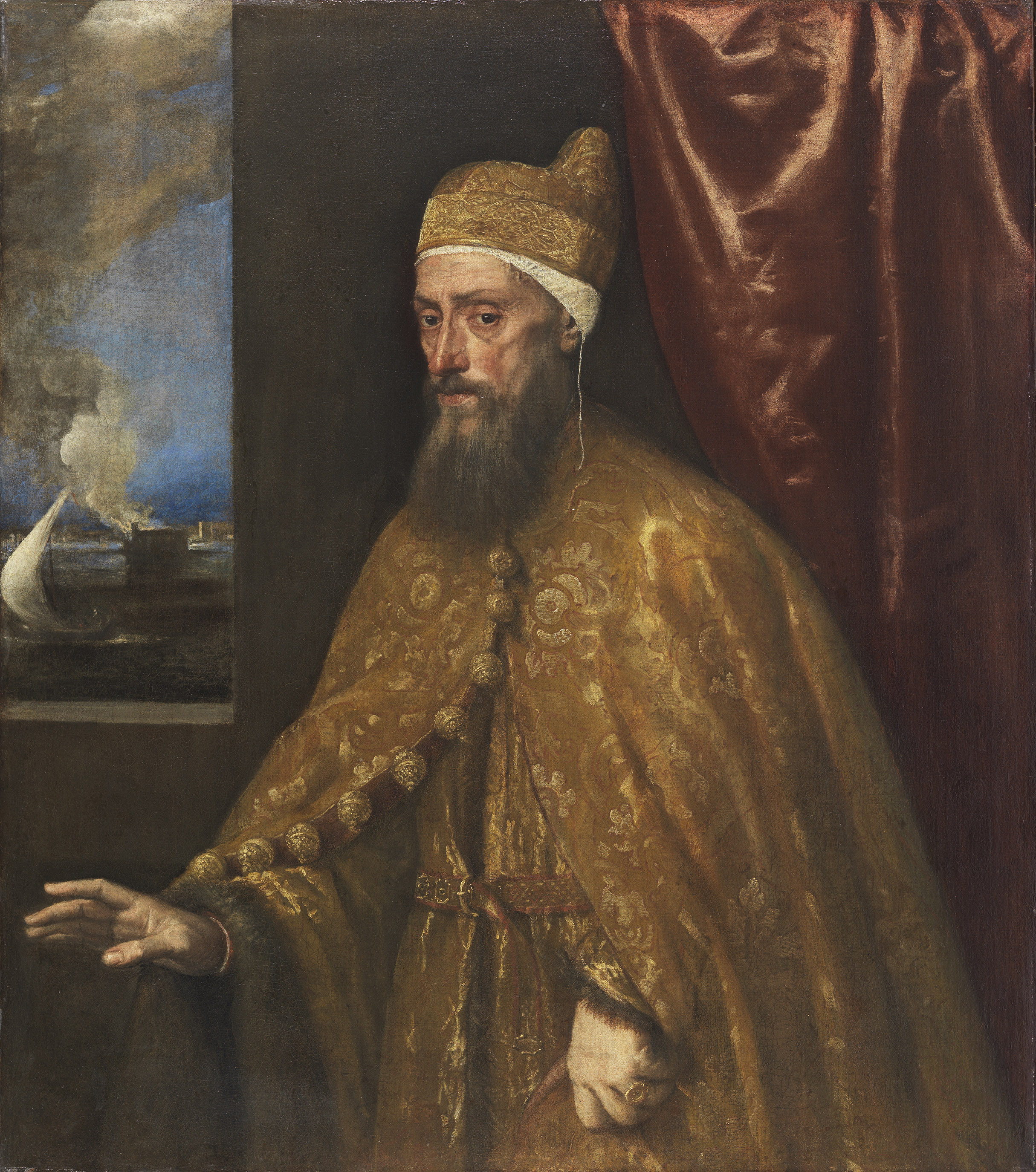
Франческо Веньер 1554-1556 Дож Венеции
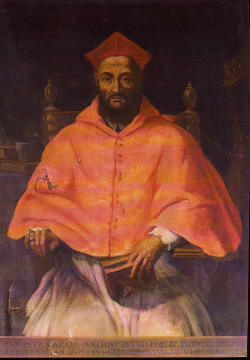
Павел IV 1555-1559 Папа Римский